# Амстердамська коаліція
Амстердамська коаліція (хорв. Amsterdamska koalicija) — виборча коаліція лівоцентристських ліберальних політичних партій у Хорватії. До розпуску була третьою за величиною політичною силою в хорватському парламенті, налічуючи 12 депутатів. 
Складалася із шістьох партій: Громадянсько-ліберального союзу (GLAS), Істрійської демократичної асамблеї (IDS-DDI), Хорватської селянської партії (HSS), Приморсько-Горанського альянсу (PGS), партії «Демократи» і хорватських лейбористів. Офіційно утворена 8 грудня 2018 р., коли Анка Мрак-Таріташ (GLAS), Крешо Беляк (HSS) і Борис Мілетич (IDS-DDI) підписали коаліційну угоду з приводу виборів у Європарламент 2019 р. в Хорватії. 23 лютого 2019 р. коаліція представила свій список із 12 кандидатів на цих виборах до Європарламенту, який очолив Вальтер Флего з Істрійської демократичної асамблеї.
Коаліція заявляла, що «бореться за прогресивну, вільну і процвітаючу Хорватію», при цьому «протистоячи нетерпимості, некомпетентності та примітивізму».
Назва «Амстердамська коаліція» вперше почала з'являтися в хорватських ЗМІ наприкінці 2017 р. після того, як «GLAS» і «Паметно» вступили в Амстердамі у транснаціональну європейську партію Альянс лібералів і демократів за Європу. Після розбіжностей щодо суднобудівної компанії «Uljanik» (Пула) з коаліції у серпні 2018 р. вийшла партія «Паметно». Після виборів до Європейського парламенту 2019 р. Хорватська партія пенсіонерів (HSU) оголосила, що залишає коаліцію та приєднується до Соціал-демократичної партії Хорватії для участі в найближчих парламентських виборах у Хорватії 2020 р.

## Члени
| Назва партії | Назва партії                         | Скор.      | Керівник          | Ідеологія                      | Місця в Саборі (2019) | Початок членства |
| ------------ | ------------------------------------ | ---------- | ----------------- | ------------------------------ | --------------------- | ---------------- |
|              | Громадянсько-ліберальний союз        | GLAS       | Анка Мрак-Таріташ | соціал-лібералізм              | 4 / 151               | 2018             |
|              | Хорватська селянська партія          | HSS        | Крешо Беляк       | аграризм                       | 4 / 151               | 2018             |
|              | Демократична асамблея Істрії         | IDS-DDI    | Борис Мілетич     | регіоналізм, соціал-лібералізм | 3 / 151               | 2018             |
|              | Демократи                            | Демократи  | Мірандо Мрсич     | соціал-демократія              | 1 / 151               | 2019             |
|              | Приморсько-Горанський альянс         | PGS        | Дарійо Василич    | регіоналізм                    | 0 / 151               | 2018             |
|              | Хорватські лейбористи – Партія праці | Лейбористи | Давид Бреговаць   | демократичний соціалізм        | 0 / 151               | 2019             |

### Колишні члени
| Назва партії | Назва партії                  | Скор. | Керівник      | Ідеологія               | Місця в Саборі (2019) | Час членства |
| ------------ | ----------------------------- | ----- | ------------- | ----------------------- | --------------------- | ------------ |
|              | Хорватська партія пенсіонерів | HSU   | Сілвано Хреля | «партія одного питання» | 1 / 151               | 2018–2019    |